# Alfredo Barsuglia

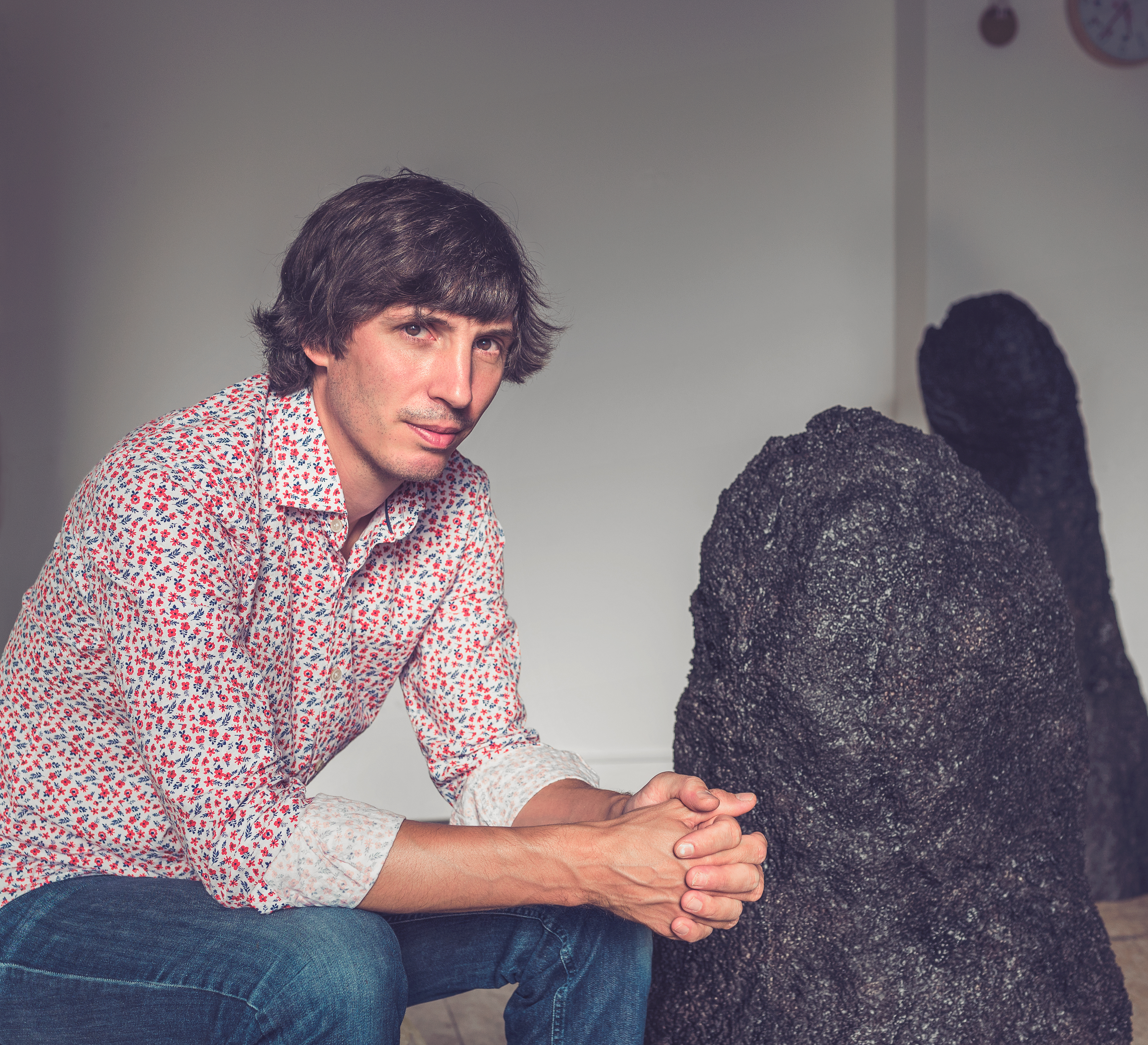
Alfredo Barsuglia (2020)

Alfredo Barsuglia (* 1980 in Graz) ist ein österreichischer zeitgenössischer Künstler.

## Leben und Werk
Barsuglia studierte von 1999 bis 2003 Malerei und Grafik an der Universität für angewandte Kunst Wien, an der Akademie der bildenden Künste Wien in Wien und an der Kunsthochschule Krakau (Akademia Sztuk Pięknych). 2019 sowie 2022/2023 unterrichtete er an der Universität für angewandte Kunst Wien die Lehrveranstaltung Öffentlicher Raum und Medien. Alfredo Barsuglia lebt und arbeitet in Wien. 
Das Werk von Alfredo Barsuglia ist multimedial. Sein Œuvre umfasst Malerei, Skulptur, Installationen und Interventionen, oft auch im öffentlichen Raum, die performative und partizipative Aspekte verfolgen, bis hin zur Videokunst. Seit 2007 zeichnet er außerdem regelmäßig für Bühnenbild und Szenographie, unter anderem im Tanzquartier, im brut Theater und beim ImPulsTanz-Festival. Seine Arbeiten setzen sich mit gesellschaftspolitisch relevanten Themen wie Ökonomie, Ökologie, Umgang mit Natur und der Grenze zwischen Privatem und Öffentlichem auseinander.
Alfredo Barsuglias künstlerische Praxis dreht sich um die Erforschung der komplexen Beziehung zwischen Kunst und Gesellschaft mit dem Ziel, einen Diskurs über soziale Themen anzuregen. Er nutzt verschiedene Medien wie Malerei, Fotografie und Skulptur, um soziale, wirtschaftliche und ökologische Werte zu reflektieren und zu hinterfragen. Barsuglias Werke stellen oft Erwartungen in Frage, konterkarieren Situationen und behandeln gesellschaftspolitisch brisante Themen. So schafft er Kunst, die tief in die Komplexität der Welt eintaucht und beim Betrachter Verwirrung hervorruft.
Er ist für zahlreiche Projekte im öffentlichen Raum bekannt, darunter „Social Pool“ (2014) in der Mojave-Wüste, „Mariainsel“ (2018) in Fürstenfeld oder „Suahtsnuk“ (2021) in Graz. „Das letzte Haus“  im Museumsquartier Wien (2022) oder „Wohnkultur“ im museumkrems in Krems (2023) thematisieren unsere kulturellen Spuren, die sogenannte „Wegwerfgesellschaft“ und machen gleichzeitig die Relevanz und Möglichkeiten von Ressourcenschonung und Upcycling deutlich.
Bei seinen Malereien handelt es sich meist um Stillleben, die innerhalb der Leinwand oft kleine Abweichungen oder materielle Beigaben aufweisen, die auf den ersten Blick meist in keinem Zusammenhang mit dem Gemalten zu stehen scheinen. Durch derartige Irritationen, wie auch durch irreführende Werktitel, untersucht Barsuglia das Konzept von Sprache und Sinnstiftung und bringt Rezipienten in einen spielerischen Dialog mit dem Kunstwerk. Seine Stillleben zeichnen sich meist durch eine minimalistische, aber sehr präzise Darstellung unterschiedlichster Gegenstände wie Obst, Tiere oder Objekte des Alltags aus, dargestellt auf dünn grundierter Leinwand oder auf Holz. Auch wenn leichte Schattierungen manchmal auf einen Raum innerhalb der Leinwand hinweisen, stellen die Malereien keinerlei Räumlichkeit oder Hintergrund dar. Die Leere um das Motiv verleiht ihm einen losgelösten und erhabenen Charakter.

„Für mich stellen diese Malereien etwas Reines, Unberührtes dar. Das für mich ästhetisch ansprechende Motiv ist losgelöst von seiner Umgebung, von Irritation und Ablenkung. Es hat etwas Meditatives, Pures. Das Dargestellte verstehe ich als Porträt. Ob Frucht, Tier oder Gegenstand, ich versuche stets, deren Charakter zu erfassen.
 Die dargestellten Dinge haben etwas Erhabenes, Übermenschliches, Transzendentales. Die ‚Leere‘ um das Motiv herum spielt dabei eine große Rolle. Je nach Motiv bedarf es einer größeren oder kleineren leeren Fläche, um ein ausgewogenes Verhältnis zwischen Abbildung und Umraum zu erzeugen. Diese Art der Malerei gefällt mir einfach.“

Alfredo Barsuglia erhielt bereits zahlreiche Auszeichnungen darunter den Monsignore Otto Mauer Preis, den Kunstförderungspreis der Stadt Wien und den Theodor Körner Preis. 2006 ermöglichte ihm das MAK-Schindler Stipendium einen Aufenthalt in Los Angeles, weitere Stipendien folgten, darunter das Staatstipendium 2017 und zuletzt 2024 ein Stipendium im Bridderhaus in Esch an der Alzette in Luxemburg.
Seine Arbeiten wurden unter anderem im Lentos Kunstmuseum in Linz, im Museum Liaunig in Neuhaus, in der Pinakothek der Moderne in München, im Leopold Museum in Wien, im Kunsthaus Graz, in der Konschthal in Esch-sur-Alzette, im Bank Austria Kunstforum Wien, im MMKK - Museum Moderner Kunst Kärnten in Klagenfurt, im MAK - Museum für angewandte Kunst in Wien, im MACRO - Museo d'Arte Contemporanea di Roma / Testaccio, im ARTPLAY Design and Architecture Center in Moskau und im mumok - Museum moderner Kunst Stiftung Ludwig in Wien gezeigt.
Seine Werke sind in zahlreiche Sammlungen von Museen vertreten, unter anderem im Leopold Museum in Wien, im MAK – Museum für angewandte Kunst in Wien, im Wien Museum, im Lentos Kunstmuseum in Linz, im Oberösterreichischen Landesmuseum in Linz, im Vorarlberg Museum in Bregenz, im Museum Liaunig in Neuhaus, im Dom Museum in Wien oder in der Neue Galerie in Graz.

## Ausstellungen (Auswahl)
- 2025: "Heimelich", Perspektiven Attersee, Attersee am Attersee
- 2025: "Ansiin", GALERIE3, Wien
- 2025: "Engagement", Korridor – Raum für aktuelle Kunst, Wien
- 2025: "Gitum", Nicole Gnesa Galerie, München
- 2025: "Flashback Fast Forward", Bridderhaus, Esch, Luxemburg
- 2025: "Like an Open Door", NOS Visual Arts Production, Bologna
- 2024: "Kunst & Spiel", Zoom Kindermuseum, MQ Museumsquartier, Wien
- 2024: "Analog!", Europäische Kulturhauptstadt Salzkammergut, Bad Goisern
- 2024: "Treasure Hunt", GALERIE3, Wien
- 2024: "Paper Unlimited", museumkrems, Krems
- 2023: "Wohnkultur", museumkrems (Dominikanerkirche) und donaufestival, Krems
- 2023: "Heldin", Projektraum Viktor Bucher, Wien
- 2023: "Freundin", Nicole Gnesa Galerie, München
- 2023: "Pille", GALERIE3, Klagenfurt
- 2023: "Fremde", Lentos Kunstmuseum, Linz
- 2023: "Bye-bye Confidence", MUSA Museum, Wien
- 2023: "Systemrelevanz", Künstlerhaus, Wien
- 2023: "Like an Open Door", < rotor > Zentrum für zeitgenössische Kunst, Graz
- 2023: "Parallel Skulpturenpark", Toscanapark, Gmunden
- 2023: "To the NeXt Decade", Nicole Gnesa Galerie, München
- 2023: "Follow the Rabbit", Museum Liaunig, Neuhaus
- 2023: "Past Present Future", Galerie 422, Gmunden
- 2023: "People / Diversity", Galerie Kovacek & Zetter, Wien
- 2022: "Das letzte Haus", MQ Art Box, Museumsquartier, Wien
- 2022: "Phone", Grazer Kunstverein, Graz
- 2022: "Beispiel", Galerie 422, Gmunden
- 2022: "Denkraum Deutschland: Love & Peace", Pinakothek der Moderne, München
- 2022: "Fragile Phantome", Galerie Zimmermann Kratochwill, Graz
- 2021: "Allgemeinplatz", Nicole Gnesa Galerie, München
- 2021: Abriss, Alfredo Barsuglia und die Sammlung der Stadt Graz
- 2021: Grid, Projektraum Viktor Bucher, Wien
- 2021: Was sein wird – Von der Zukunft und den Zukünften, Kunsthaus Graz
- 2021: Forma, Kunstraum flat1, together with Veronika Dirnhofer, Wien
- 2021: The Outer Space, Galerie Zimmermann Kratochwill, Graz
- 2021: "A Playground Guide to Getting Lost", Neue Galerie, Universalmuseum Joanneum, Graz
- 2021: "Steiermark Schau: was sein wird." Von der Zukunft zu den Zukünften, Kunsthaus Graz, Graz
- 2021: "JTHAR 15-Year Anniversary", San Bernardino County Museum, Kalifornien, USA
- 2021: "Oasis, Estonian Museum of Architecture", Tallinn, Estland
- 2021: "Jubiläumsausstellung 25 Jahre Kunstforum Montafon", Schruns
- 2021: "Schau....7", Kunsthaus Kollitsch, Klagenfurt
- 2020: Fremdenzimmer, Kunstverein Eisenstadt, gemeinsam mit Peter Sandbichler, Eisenstadt
- 2020: Nichts, Kunstpavillon, Tiroler Künstler*schaft, Innsbruck
- 2020: Schaufenster 1, Konschthal Esch, Esch, Luxemburg
- 2019: Daily Golem, gemeinsam mit Gelitin, Kunstforum Montafon, Schruns
- 2019: Drawing into the void, Bildraum Bodensee, Bregenz
- 2019: Take on me, Bank Austria Kunstforum, Wien
- 2019: Double-Check, Projektraum Viktor Bucher, Wien
- 2019: Vienna Biennale for Change, MAK – Museum für angewandte Kunst, Wien
- 2018: Jack-in-the-box, Strabag Kunstforum, Wien
- 2018: Does it matter, Galerie Zimmermann Kratochwill, Graz
- 2018: In die Stadt, MMKK Museum moderner Kunst Kärnten, Klagenfurt
- 2018: The Visitor, gemeinsam mit Alice Könitz, MAK Center for Art and Architecture, Los Angeles
- 2017: Szenenbucheintrag, Galerie Zimmermann Kratochwill, Graz
- 2016: Brihdy, unttld contemporary, Wien
- 2016: Exponentieller Zerfall, zusammen mit Rafał Wilk, Österreichisches Kulturforum Warschau
- 2016: Das Abenteuer Wirklichkeit, Forum Frohner / Kunstmeile Krems, Krems
- 2015: Cabinet, MAK – Museum für angewandte Kunst / Gegenwartskunst, Wien
- 2014: Fragmente, Projektraum Viktor Bucher, Wien
- 2014: Biennale Martelive, MACRO Museo d’Arte Contemporanea Roma, Testaccio, Rom
- 2014: die zukunft der malerei, Essl Museum, Klosterneuburg/Wien
- 2014: Land, Galerie Zimmermann Kratochwill, Graz
- 2012: Unwritten Stories, Zsófi Faur Galéria, Budapest
- 2012: Point Blank, Mikser Festival, Belgrad, Serbien
- 2011: Facing Kremlin, 4th Moscow Biennale of Contemporary Art, Moskau
- 2010: Mobile Retreat Space, Austrian Cultural Forum, Washington D.C.
- 2010: Not at Home, Kunst bei Wittmann und mumok Museum Moderner Kunst Stiftung Ludwig, Wien
- 2009: You are Never Fully Dressed Without a Smile, Kunstverein das weisse haus, Wien
- 2008: The Importance of Being Beautiful, Gironcoli Museum, Herberstein
- 2008: Georg Eisler Kunstpreis, Bank Austria Kunstforum, Wien

## Auszeichnungen und Anerkennungen (Auswahl)
- 2024: Casa Natali, Artist in Residence, NOS Visual Arts Production und MAMbo - Museo d'Arte Moderna di Bologna
- 2024: CCA Andratx, Artist in Residence, Center for Contemporary Art, Mallorca
- 2024: Kunsthalle Esch, Artist in Residence, Bridderhaus, Esch-sur-Alzette, Luxemburg
- 2021: Kunstförderungspreis des Landes Steiermark, Graz (Arbeitsstipendium)
- 2019: Otto Mauer-Preis
- 2019: Kardinal-König-Kunstpreis, Nominierung, St. Virgil, Salzburg
- 2019: Dagmar Chobot Skulpturenpreis, Nominierung, Leopold Museum, Wien
- 2019: 36. Österreichischer Grafikwettbewerb, Taxispalais Kunsthalle Tirol, Innsbruck (Preis Land Kärnten)
- 2018: Strabag Artaward Anerkennungspreis, Wien
- 2017: Staatsstipendium für bildende Kunst, Österreich
- 2017: Neptun Wasserpreis, Bundesministerium für Nachhaltigkeit und Tourismus, Wien
- 2016: Kunstförderungspreis des Landes Steiermark, Graz (con-tempus-Preis)
- 2016: Wissenschaftsstipendium der Stadt Wien
- 2016: SilvrettAtelier Montafon
- 2015: Kunstförderungspreis der Stadt Wien
- 2014: Atelierstipendium des Bundeskanzleramtes für Kunst und Kultur, Rom
- 2013: Theodor-Körner-Preis / Preis der Stadt Wien, Wien
- 2011: Walter Koschatzky Anerkennungspreis, Wien
- 2011: Arlberg Hospiz Kunstpreis, Kunsthalle arlberg1800, St. Christoph am Arlberg
- 2010: Kunstförderungspreis des Landes Steiermark, Graz (Humanic-Preis)
- 2010: Auslandsstipendium des Landes Steiermark, New York
- 2007: Kunstförderungspreis der Stadt Graz
- 2006: MAK Schindler Artists and Architects in Residence, Los Angeles

## Performance (Auswahl)
- 2023: Skimmer, donaufestival, Krems
- 2022; From the Origins, ImPulsTanz, Research Project, Wien
- 2022: Die beschränkte Schenke, Die Grube, Breitenbrunn 2020: The artist is always present, Artist Statement @ Parallel Vienna, Wien
- 2020: Nichts, Kunstpavillon, Tiroler Künstler*innenschaft, Innsbruck
- 2019: Drawing into the void, Bildraum Bodensee, Bregenz
- 2019: Statement #3 – Spracheist, Kunstraum Lakeside, Klagenfurt
- 2018: Spracheist, DerBlödeDritteMittwoch, Rhiz, Wien, Kuratorin: Katalin Erdödi
- 2018: Loss, zusammen mit Jasmin Hoffer und Oleg Soulimenko, IMIR RIMI SceneKunst, Stavanger, Norwegen
- 2017: L’aringa – Der Hering, Blickle Raum Spiegelgasse, Wien
- 2017: Loss, zusammen mit Jasmin Hoffer und Oleg Soulimenko, ImPulsTanz Festival, Leopold Museum Wien; brut Wien; KM – Künstlerhaus, Halle für Kunst und Medien, Graz
- 2016: Brihdy, unttld contemporary, Wien
- 2015: Fallbeispiel, Kunsthalle arlberg1800, St. Christoph am Arlberg
- 2014: Next to Nothing, Projektraum Viktor Bucher @ Viennafair, Wien
- 2012: Herr F. verkauft Realität, Atelier Kaserngasse, Judenburg

## Bühnenbild und Kostüm (Auswahl)
- 2022: Sleeping Duty, Konzept: Oleg Soulimenko, Tanzquartier Wien, Wien
- 2020: Beauty of mess, trash and unknown desires, Konzept: Jasmin Hoffer und Oleg Soulimenko, brut Wien, Wien
- 2019: Originalkopie, gemeinsam mit Barbara Frischmuth und Ulrich Seidl, Theater Akzent / Arbeiterkammer Wien, Wien
- 2019: Origins, Konzept: Oleg Soulimenko, Tanzquartier Wien
- 2016: Wish You Were Here, Jasmin Hoffer und Oleg Soulimenko, IntAkt, WUK, Wien
- 2014: The Dance I Don’t Want To Remember, Bühnenbild und Kostüm, Konzept: Oleg Soulimenko, Tanzquartier Wien
- 2009: Easy Come, Easy Go, Konzept: Oleg Soulimenko, Tanzquartier Wien
- 2007: Elegy for the Brave, Konzept: Oleg Soulimenko, Tanzquartier Wien

## Kunst im öffentlichen Raum / Kunst am Bau (Auswahl)
- 2024: Allo - Das Märchen vom Lendhafen, Lendhafen, Klagenfurt
- 2024: Back to Now / (Tiefer) Einblick in die Gegenwart, Europäische Kulturhauptstadt
- 2024: Salzkammergut 2024, Bad Goisern
- 2024: Winduhr - Das Leben ein Hauch, ARWAG und KÖR Kunst im öffentlichen Raum Wien, Wien (permanent)
- 2023: Portal, Klanglicht Festival Graz; Lichtfestival Gent (2024); Bright Festival Brüssel (2024)
- 2022: Sternenfeld, Schloss Esterházy, Schlossplatzgestaltung, Eisenstadt (permanent)
- 2022: Crashed into the big green, Enter Art Fair, Kopenhagen
- 2021: Das große Versprechen (Glücksbrunnen), Neue Galerie, Graz
- 2021: Abriss :: Alfredo Barsuglia und die Sammlung der Stadt Graz, Graz
- 2021: Suahtsnuk, Kunsthaus Graz
- 2020: Zum goldenen Ast, Reininghausgründe / ÖSW Gemeinnützige Wohnbauträger AG, Graz (Kunst am Bau, permanent)
- 2018: Mariainsel[25], 6. Wasser Biennale, KiöR Kunst im öffentlichen Raum Steiermark, Fürstenfeld (permanent)
- 2017: FBK – Freie Badekultur, Kunstzelle, WUK, Wien
- 2014: Social Pool[26], Mojave-Wüste, in Kooperation mit MAK Center for Art and Architecture, Los Angeles
- 2013: Hotel Publik, KÖR Tirol / Kunst im öffentlichen Raum, Innsbruck
- 2013: Spa, Plakatprojekt der Arbeiterkammer Wien, Wien
- 2013: Kunstgastgeber Gemeindebau, KÖR Kunst im öffentlichen Raum Wien
- 2008: Oderfla Beauty Resort, in Kooperation mit Joshua Tree Highlands Artist Residency, Yucca Valley, Kalifornien (permanent)
- 2006: Wissenstransfer, CAMPUS 02 Fachhochschule der Wirtschaft, Graz (Kunst am Bau, permanent)
- 2005:  Subway Graz – Ein Projekt im System, Graz
- 2005: MDAC Museo d’Arte Contemporanea, Mestre/Venedig
- 2004:  Loop, gemeinsam mit Christian Eisenberger, raumimpuls, Stadtgalerie Waidhofen/Ybbs